# Nova Serrana
Nova Serrana là một đô thị thuộc bang Minas Gerais, Brasil. Đô thị này có diện tích 283,101 km², dân số năm 2007 là 60195 người, mật độ 183,3 người/km².